# Chronogaster typica
Chronogaster typica är en rundmaskart som först beskrevs av De Man 1921.  Chronogaster typica ingår i släktet Chronogaster och familjen Leptolaimidae. Inga underarter finns listade i Catalogue of Life.